# Haloclina

Perfis verticais de salinidade (linha azul) e temperatura (linha vermelha) no Oceano Ártico. No perfil vertical de salinidade, uma haloclina pode ser observada entre 40 e 200 m de profundidade.

Haloclina é a camada onde observa-se um acentuado gradiente vertical de salinidade na coluna de água de um corpo aquático. Essa camada ocorre em uma zona de transição entre massas de água com diferentes salinidades. Haloclinas podem ser observadas em estuários, mares e oceanos.

## Salinidade, temperatura e densidade da água

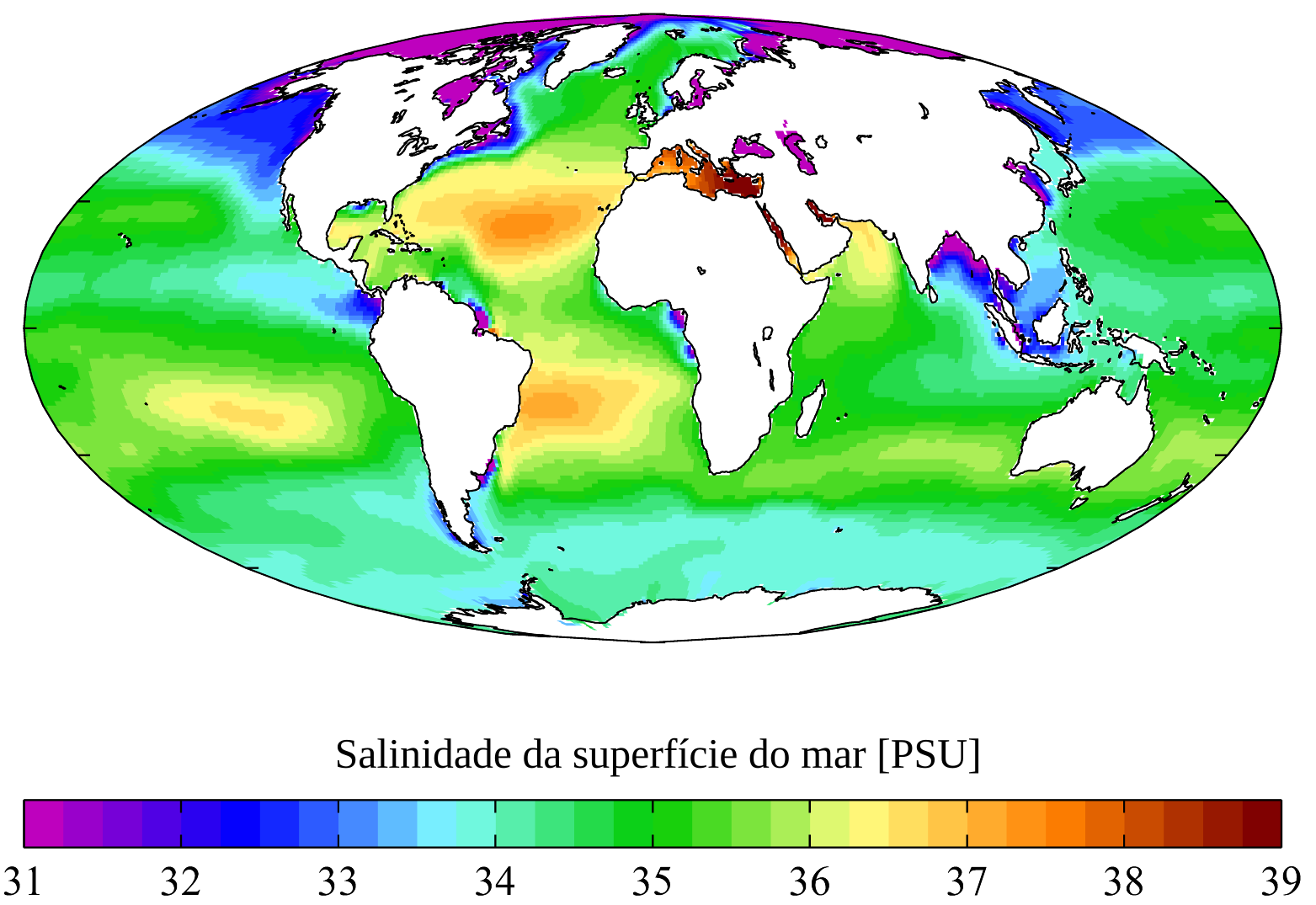
Distribuição de salinidade na superfície do oceano global

A salinidade é uma das variáveis que influencia a densidade da água, podendo variar no oceano global entre valores de 31 a 39.[carece de fontes?] A salinidade influencia diversas propriedades físicas, químicas e biológicas no oceano.
A temperatura pode sofrer variação vertical ao longo da coluna de água. A zona onde ocorre uma brusca mudança vertical de temperatura é denominada termoclina. Esta separa as águas superficiais da camada de mistura e as massas de água mais profundas. A termoclina permanente ocorre normalmente entre 300 e 1000 metros abaixo da superfície do oceano.
A densidade é definida como a relação entre a massa de qualquer substância e seu volume. A temperatura e a salinidade são as principais variáveis que controlam a densidade da água do mar. De maneira geral, a densidade é maior em águas oceânicas mais frias e mais salgadas. Isso significa que a densidade é diretamente proporcional à salinidade e inversamente proporcional à temperatura da água.
A picnoclina é uma feição similar à termoclina e à haloclina. Entretanto, a picnoclina caracteriza-se por ser uma camada vertical onde observa-se uma mudança brusca na densidade, separando fisicamente a coluna de água em duas porções: uma camada mais densa (porção inferior) e outra menos densa (porção superior). Como a densidade varia em função da salinidade e da temperatura, a picnoclina pode coincidir com gradientes verticais de temperatura e/ou salinidade na coluna de água. A relação entre essas três variáveis (temperatura, salinidade e densidade) é responsável por movimentos verticais e mistura de massas de água no oceano.

## Estuários e haloclina
Existem diversas classificações para estuários, que dependem do ponto de vista e objetivo do estudo. Por exemplo, há classificações que agrupam os estuários conforme características geológicas e biológicas. De acordo com Officer, os estuários podem ser classificados hidrodinamicamente segundo a estratificação vertical de sal na coluna de água: 
- Estuário bem misturado: também conhecido como estuário verticalmente homogêneo. É aquele onde quase não há diferença de salinidade entre superfície e fundo, sendo caracterizado pela ausência de haloclina.
- Estuário parcialmente estratificado: apresenta uma estratificação vertical de salinidade moderada, com haloclina pouco pronunciada.
- Estuário altamente estratificado: apresenta uma grande estratificação vertical de salinidade, com haloclina bem pronunciada.
- Estuário de cunha salina: apresenta uma interface extremamente marcante entre a água doce proveniente da descarga fluvial e a água salgada proveniente do oceano, com haloclina muito bem pronunciada. Esse tipo de estuário é encontrado em regiões de micromarés onde ocorre uma considerável descarga fluvial.[7]

## Plâncton e haloclina
O plâncton que vive em profundidade superior a 200 metros possui um comportamento de migração vertical diária para a superfície.[carece de fontes?] Essa profundidade/distância de migração pode ultrapassar os 1000 metros, sendo que muitas dessas migrações possuem relação com a luminosidade e não com feições como termoclina e haloclina. Uma possível influência da haloclina no comportamento de migração vertical do zooplâncton foi descrita ao largo de Santos (SP). Nesse estudo observou-se que a haloclina pode ter influenciado microcrustáceos a migrarem para camadas mais profundas e com condições mais estáveis de salinidade - apesar da temperatura mais baixa dessas massas de água.
Em 2002, um experimento de laboratório conduzido por Lougee e colaboradores mostrou que a haloclina influencia a migração de algumas espécies de copépodos. Também foi observado uma dispersão menor dos indivíduos em tanques com haloclina e uma maior preferência por águas com maior teor de sal. Sendo assim, a haloclina parece influenciar no movimento vertical diário do zooplâncton, uma vez que altera a profundidade média ocupada pelos indivíduos e sua movimentação. Contudo, observa-se dados que variam significativamente entre alguns estudos realizados em ambiente natural e em laboratório e, por isso, devem ser feitas inferências separadamente para cada espécie, fase de desenvolvimento ontogenético e região geográfica.

## Haloclina no Oceano Ártico
Em um típico perfil vertical de salinidade no Oceano Ártico, a salinidade é de aproximadamente 32,9 na superfície e mantém-se praticamente constante até cerca de 40 m de profundidade. Abaixo disso ocorre um acentuado aumento da salinidade até 200 m de profundidade, onde a salinidade atinge aproximadamente 34,8. Nessa camada há uma sobreposição entre a haloclina e a termoclina. A partir de 200 m de profundidade, não ocorre variação significativa da salinidade em direção ao fundo do oceano.
A haloclina do Oceano Ártico ocorre tipicamente entre 100 e 200 m de profundidade. Em estudo realizado por Jones e Anderson foi observada uma relação entre a salinidade e a disponibilidade de alguns nutrientes presentes na água. O máximo de nutrientes ocorreu em águas com salinidade de 33,1. Esses autores mostraram que a associação entre a haloclina e os nutrientes já foi observada em outros estudos realizados no Oceano Ártico. É possível que tal fato esteja relacionado com fontes de água continental, que são ricas em fósforo. Entretanto, no estudo não foi elucidado o processo de formação dessa camada com um máximo de nutrientes.

## Haloclina na Lagoa da Conceição, Brasil
A Lagoa da Conceição está localizada na Ilha de Santa Catarina, no município de Florianópolis, Brasil. Apesar do nome, esse corpo de água na verdade é uma laguna, ou seja, uma depressão no relevo de uma planície litorânea que é inundada com água salobra ou salgada devido ao seu contato direto com o oceano a partir de uma estreita abertura. A Lagoa da Conceição conecta-se com o Oceano Atlântico, possui uma forma alongada e tem área de aproximadamente 20 km². A temperatura da coluna de água varia apenas cerca de 1 °C entre a superfície e o fundo da lagoa. A Lagoa da Conceição apresenta águas menos densas na superfície e uma haloclina marcante. Devido à eutrofização antrópica, florações de fitoplâncton têm sido observadas anualmente abaixo da haloclina, principalmente nas porções centrais da lagoa.

## Haloclina em cavernas subaquáticas
É bastante comum encontrar uma haloclina marcante e de fácil identificação em cavernas localizadas próximas ao oceano e que foram inundadas pela água do mar. Nelas, as águas mais distantes da linha de costa tornam-se cada vez menos salgadas, já que há um maior aporte de água proveniente do lençol freático ou da chuva. Por outro lado, as águas mais próximas do oceano são ricas em sais, favorecendo a formação de uma haloclina acentuada. Logo, a profundidade da haloclina e sua espessura aumentam à medida em que aproxima-se da linha de costa.

## Experimento para observar uma haloclina

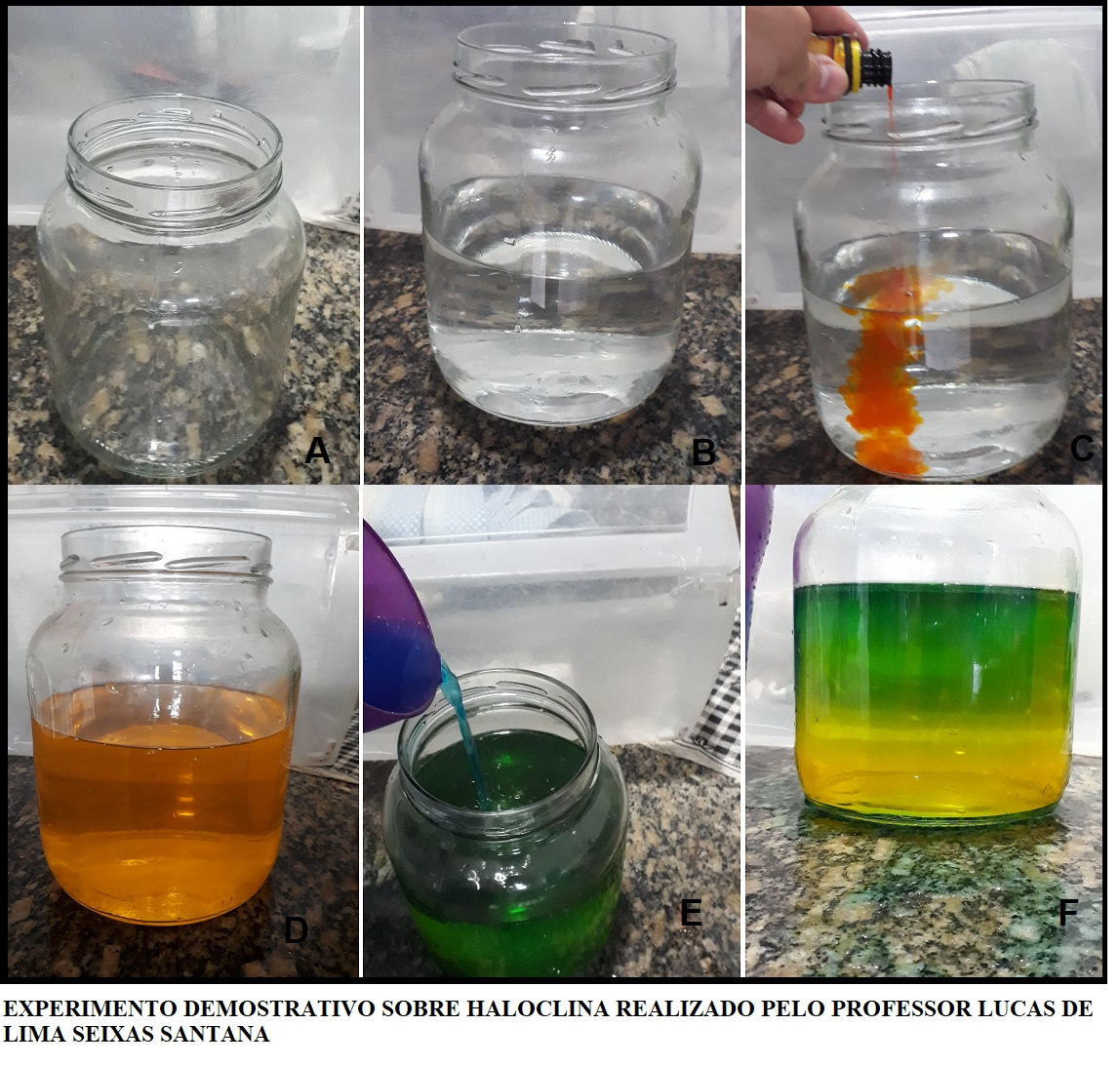

Em laboratório é possível proporcionar um ambiente favorável no qual seja possível observar uma haloclina. Pode-se fazer esse experimento até em casa. Os seguintes materiais são necessários para executar o experimento: água, sal de cozinha, corantes de duas cores (por exemplo, amarelo e azul), uma colher de sopa, um copo de 300 mL e um recipiente transparente de 1 L.
Inicialmente, coloca-se 200 mL de água no copo, adiciona-se o corante azul e mistura-se a solução até que fique homogênea. Depois adiciona-se 500 mL de água no recipiente de 1 L, coloca-se o corante amarelo e mistura-se até que a solução fique homogênea. No recipiente com água amarela, adiciona-se quatro colheres de sopa de sal de cozinha para que a solução torne-se salgada. Posteriormente, com bastante cuidado, a solução azul (água doce) deve ser despejada sobre a solução amarela. Entre as duas cores (amarelo e azul) será formada uma região verde (haloclina) que separa as soluções de água doce (acima) e água salgada (abaixo).